# Международный университет Ла-Риохи
Международный университет Ла-Риохи (исп. Universidad Internacional de La Rioja, UNIR) — частный открытый университет, специализирующийся на онлайн-образовании, в Логроньо, административном центре автономного сообщества Ла-Риоха, Испания. Также присутствует в Мексике, Колумбии, Эквадоре и Перу. В декабре 2019 года в учебном заведении обучалось более 45 000 заочников, обучающихся дистанционно, 12 000 из них — иностранные студенты. UNIR предлагает 37 университетских степеней, более 80 степеней магистра, 77 частных степеней, 16 программ повышения квалификации и 3 программы докторантуры. Университет состоит из шести факультетов (педагогики, права, менеджмента и коммуникаций, гуманитарных и социальных наук, медицинских наук и инженерии). Здесь также есть официальная языковая школа и школа докторских программ.

## История
UNIR начал свою академическую деятельность в 2009 году. Университет следует общим положениям, установленным Законом об университетах Испании (LOU), руководящим принципам, изданным Европейским союзом, и нормам, установленным правительством Испании и региональным правительством Ла-Риохи. Его структура, организация и работа были разработаны в соответствии с параметрами и требованиями Европейского пространства высшего образования (EHEA).
С 21% зачисленных студентов, проживающих в 79 странах мира, Международный университет Ла-Риохи стремится стать глобальным университетом и международным академическим ориентиром. 60 000 студентов закончили UNIR с момента его создания до середины 2018–2019 учебного года. Этот университет создал институт личных наставников в современном дистанционном образовании. Эти личные наставники поддерживают студентов, организуя различные встречи с ними, чтобы следить за их обучением и поощрять их решать проблемы и использовать возможности университетской жизни. Система индивидуального обучения направлена на то, чтобы полностью адаптироваться к личным и профессиональным обстоятельствам каждого студента.
8 марта 2019 года Международный университет Ла-Риохи, активный член региональной группы Proeduca Altus, стал публичной компанией на фондовом рынке Mercado Alternativo Bursátil (MAB) в Испании. В 2020 году UNIR запустил свой институт цифровых экспертов EDIX, специализирующийся на сертификатах университетских экспертов с высокой степенью трудоустройства, предназначенных для профессионалов, которые хотят повысить квалификацию и пройти переподготовку в течение своей трудовой жизни с помощью программ с сильным цифровым и технологическим компонентом, целью которых является подготовка цифровых экспертов.

## UNIR в Латинской Америке
В 2013 году UNIR адаптировал своё академическое предложение, чтобы интернационализировать курсы, преподаваемые в Испании, для испаноязычных выпускников со всего мира.

### Мексика
UNIR México — частный университет, официально признанный Секретариатом государственного образования Мексики (SEP). Его преподаватели полностью адаптированы к стандартам Мексики. Степени бакалавра и магистра UNIR México полностью аккредитованы и зарегистрированы в национальной системе образования Секретариата государственного образования (SEP) Мексики. Международный университет Ла-Риохи в Мексике предлагает 5 степеней бакалавра и 21 степень магистра в дополнение к официальным европейским дипломам.

### Колумбия
UNIR со штаб-квартирой в Боготе предлагает онлайн-обучение и более 1300 курсов, признанных Министерством национального образования правительства Колумбии благодаря соглашению между Испанией и Колумбией о взаимном признании учёных степеней и программ. В UNIR Colombia обучается более 5000 студентов и 8000 соискателей учёной степени. Кроме того, Fundación Universitaria Internacional de La Rioja-UNIR Colombia, созданный в соответствии с колумбийским законодательством, был официально одобрен Национальным министерством образования в 2017 году. UNIR Colombia имеет четыре программы бакалавриата.

### Эквадор
В июле 2016 года UNIR стал первым университетом, успешно прошедшим оценку в соответствии с новой процедурой оценки онлайн-университетов, определённой SENESCYT Эквадора, которая была основана на правилах открытого обучения и академических программ, опубликованных Советом по высшему образованию Эквадора. К концу 2019 года в UNIR Эквадора обучалось более 9000 студентов.

### Другие регионы Латинской Америки и США
В середине 2019 года Proeduca Group, частью которой является UNIR, приобрела Международный университет Маркони (MIU), расположенный во Флориде, США, и бизнес-школу Ноймана, расположенную в Лиме, Перу.